# Верхнелужицкий диалект

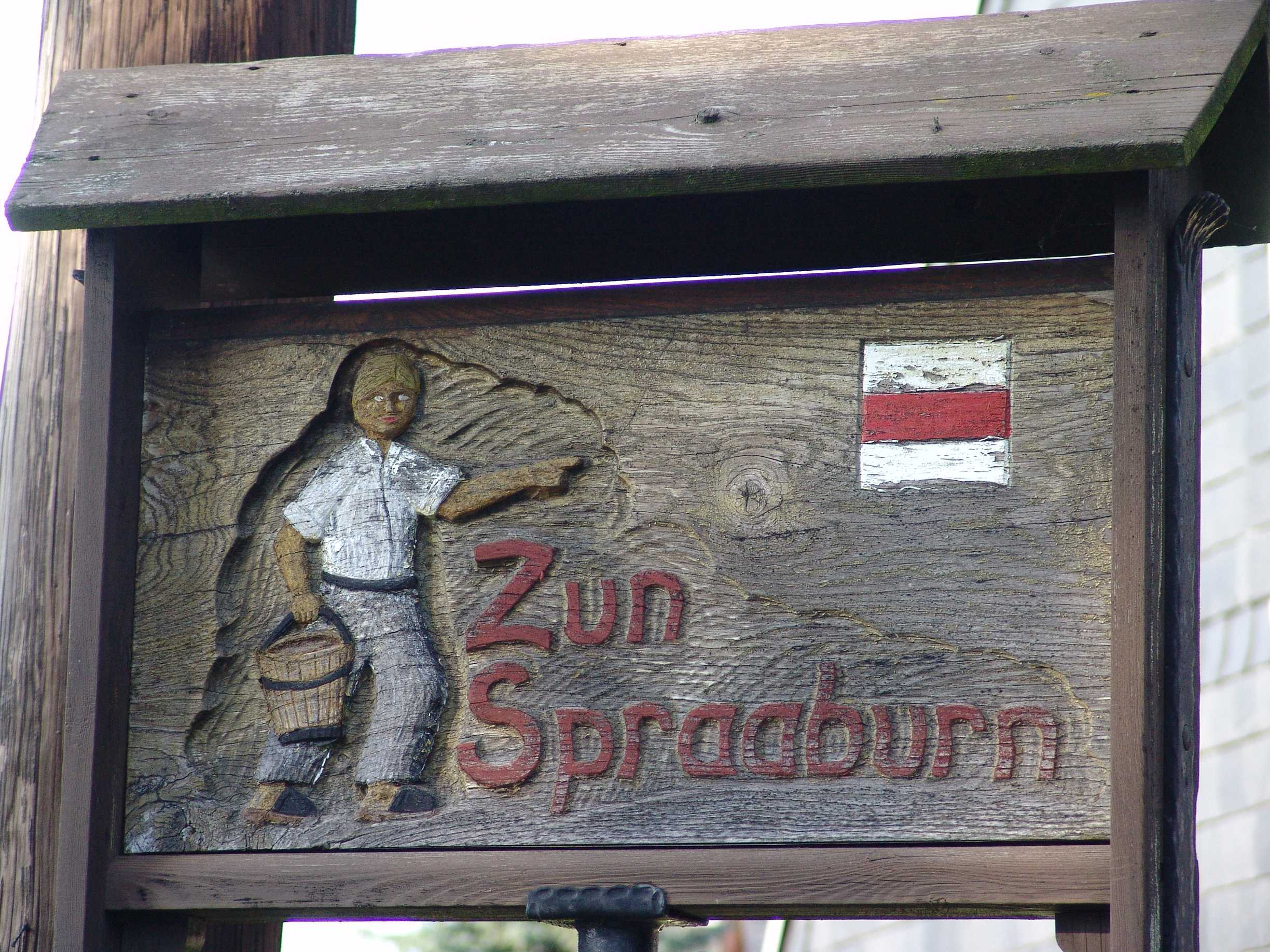
Щит с надписью на верхнелужицком

Верхнелужицкий диалект (нем. Oberlausitzisch, Oberlausitzer Mundart, самоназв. Äberlausitzer Sproche) — диалект Верхней Лужицы, принадлежащий к лужицким диалектам восточносредненемецкой области. Нередко из-за близости к эрцгебиргскому и силезскому диалекту его причисляют к тюрингско-верхнесаксонским диалектам той же области.

## История
В диалектологии принято считать, что верхнелужицкий диалект формировался при непосредственном влиянии языков франкских, гессенских и тюрингских поселенцев. Немецкое заселение территории от реки Пулсниц на западе до Квисы на востоке, между чехами на юге и лужичанами на севере началось ещё в период, когда Верхняя Лужица принадлежала к землям богемской короны. Граница между саксонским курфюршеством и Верхней Лужицей разделяла эти земли до 1635 года.
Германское языковое и культурное влияние с запада было минимальным, тогда как чешское влияние привело к возникновению в этих землях верхнелужицко-силезской языковой области, где два диалекта постепенно смешивались. К этой области нередко относят также германские диалекты между Дечином и Либерецем.
Современная область распространения диалекта простирается от города Бишофсверда до Циттау. На севере и северо-западе он постепенно переходит в другие лужицкие диалекты. Несмотря на то что диалект классифицируют как лужицкий, он очень близок к эрцгебиргскому или силезскому диалекту тюрингско-верхнесаксонской области.

## Характеристика
В звуковом строе обнаруживаются следующие особенности верхнелужицкого диалекта. Немецкий r в диалекте является ретрофлексным [ɻ]. Немецкая l звучит как звонкая [ʟ]. Отсутствует придыхание смычных p, t, k. При быстрой речи местоимения и другие короткие слова сливаются (например, hierscht'se — hörst du sie, hoab'ch's'n — habe ich es ihm).
Также обнаруживаются многочисленные сдвиги гласных и дифтонгов. Так, долгий e звучит как долгий a (gaan вместо geben, sahn вместо sehen) или i (giehn вместо gehen, Schnie вместо Schnee), долгий a звучит как долгий o (schloofn вместо schlafen, Moolr вместо Maler), долгий oзвучит как u (Ufn вместо Ofen, Ustn вместо Osten), а долгий u в ряде случаев становится кратким  (Fuss вместо Fuß); умлауты ö и ü в диалекте переходят в i (Kließl вместо Klöße, Fisse вместо Füße), дифтонг au переходит в долгое o или e (roochn вместо rauchen, keefm или koofm вместо kaufen), ei переходит в долгий e (Meester вместо Meister).
В словообразовании существуют следующие особенности. Суффиксы существительных -heit и -ung передаются в диалекте суффиксом -che (Achtche, Bescherche, Begabche, Kleedche). Прилагательные на -ig или -lig оканчиваются на -ch или -lch (imbänd'ch — gewaltig, sehr; mahlch — mehlig). Имена на -rich оканчиваются на -erch (Heinerch).
Диалект имеет большое количество слов славянского происхождения. Большая группа слов из верхнелужицкого имеет силезские соответствия. В устной речи примечательной особенностью диалекта является употребление частиц nu или no вместо ja и oack или ock вместо doch, nur, bloß.
Все эти особенности в совокупности делают верхнелужицкий диалект непонятным для носителя литературного немецкого языка и несколько затрудняют взаимопонимание с носителями прочих лужицких или силезским диалектам.